# HCG

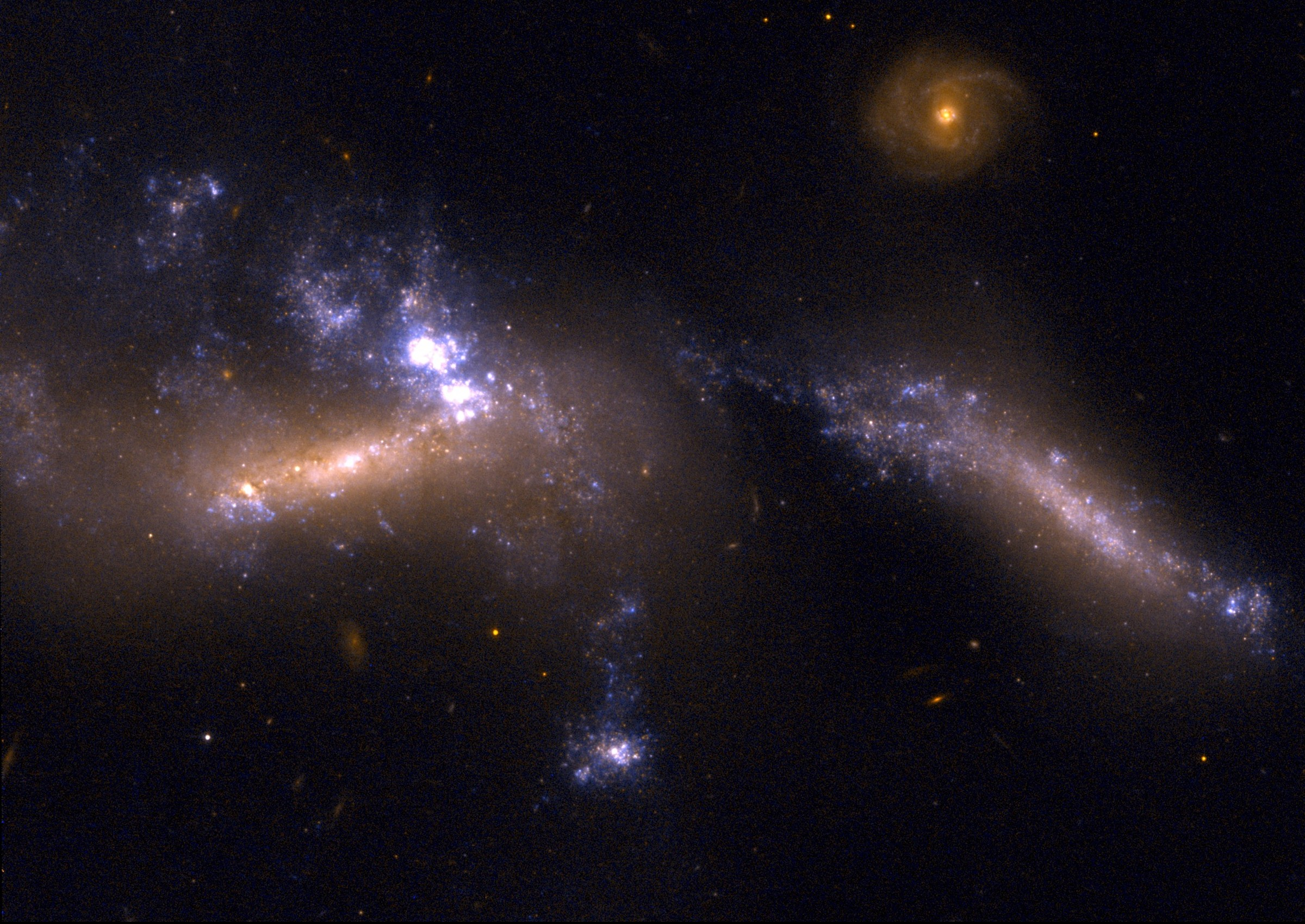
Скупчення HCG 31

HCG (англ. Hickson Compact Group, компактні групи Хіксона) — каталог тісних груп галактик, опублікований Полом Хіксоном (англ. Paul Hickson) 1982 року.
До каталогу включено 100 груп. Найвідоміша група в списку Хіксона — HCG 92, Квінтет Стефана[джерело?].

## Список скупчень
| Позначення | Пряме піднесення (J1950.0) | Схилення (J1950.0) | Кількість галактик у групі |
| ---------- | -------------------------- | ------------------ | -------------------------- |
| HCG 1      | 00г 23х 24,41с             | +25° 26′ 46,7″     | 4                          |
| HCG 2      | 00г 28х 52,55с             | +08° 09′ 27,8″     | 4                          |
| HCG 3      | 00г 31х 44,55с             | -07° 52′ 02,3″     | 4                          |
| HCG 4      | 00г 31х 43,72с             | -21° 43′ 24,9″     | 5                          |
| HCG 5      | 00г 36х 19,21с             | +06° 47′ 06,6″     | 4                          |
| HCG 6      | 00г 36х 38,57с             | -08° 40′ 22,0″     | 4                          |
| HCG 7      | 00г 36х 47,51с             | +00° 36′ 26,2″     | 4                          |
| HCG 8      | 00г 46х 55,78с             | +23° 18′ 33,2″     | 4                          |
| HCG 9      | 00г 51х 51,32с             | -23° 49′ 23,7″     | 4                          |
| HCG 10     | 01г 23х 22,47с             | +34° 27′ 05,2″     | 4                          |
| ...        | ...                        | ...                | ...                        |